# Mathilde El Bakri
Mathilde-Triffi El Bakri (Parijs, 7 oktober 1985) is een Belgisch marxistisch politica voor PVDA.

## Levensloop
El Bakri, dochter van een Egyptische vader en Belgische moeder, behaalde een bachelor in de politieke wetenschappen aan de Université libre de Bruxelles (ULB) en een master in 'volkskunde en ontwikkeling' aan de Université catholique de Louvain (UCL), alwaar ze in 2011 afstudeerde. Via Comac belandde ze in 2008 bij de PVDA. El Bakri werd verantwoordelijke bij de groepspraktijk De Sleutel van de door de PVDA opgerichte organisatie Geneeskunde voor het Volk in Schaarbeek. Sinds 2018 is ze bestuurder bij Geneeskunde voor het Volk te Schaarbeek.
Ze zetelde van 2014 tot 2019 voor de PVDA in het Brussels Hoofdstedelijk Parlement. Bij de verkiezingen van mei 2019 stond ze als laatste opvolger op de Brusselse PVDA-lijst voor de Kamer van volksvertegenwoordigers.
Sinds de gemeenteraadsverkiezingen van oktober 2018 zetelt Mathilde El Bakri in de gemeenteraad van Brussel.